# Pietro Paoletti
Pietro Paoletti (Belluno, 24 settembre 1801 – Belluno, 23 ottobre 1847) è stato un pittore italiano.

## Biografia
Pietro Paoletti studiò la tecnica dell'affresco con Giovanni De Min. Nel 1827 si recò a Roma su consiglio del conte Leopoldo Cicognara, e trovò il patrocinio del cardinale Giacinto Placido Zurla presso la corte di papa Gregorio XVI, concittadino bellunese dello stesso Paoletti. A Roma lavorò sotto il pittore neoclassico Vincenzo Camuccini.
La sua abilità come artista dell'affresco lo mise in opera in tutta la penisola. Tra le sue opere vi sono affreschi per la Basilica dell'Abbazia di Montecassino, la Chiesa di Santa Maria Formosa a Venezia, e per molte delle proprietà Torlonia a Roma, tra cui Palazzo Torlonia in Piazza Venezia e Villa Torlonia a Roma. Inoltre affrescò l'abside e la cupola della Cattedrale di Rieti con storie della Bibbia. Sue opere si trovano a Villa de Manzoni di Agordo, Palazzo Ricci a Rieti, Palazzo Lucernari e del Governatore di Roma, Chiesa di San Isidoro di Roma, Casa dell'Intendente a L'Aquila, San Francesco, Napoli, Cappella di Pio V e nella Loggia del Vaticano, il Caffè Pedrocchi e Palazzo Cittadella-Vigodarzere a Padova, Villa Patt a Sedico, Palazzo Bortolan e Palazzo Spineda a Treviso, Palazzo Vecchia di Vicenza. Due opere sono conservate anche presso la Pinacoteca di Brera, il Museo Civico di Belluno e il Seminario Gregoriano di Belluno.
Il fratello minore Giuseppe Paoletti era un pittore di vedute.
Da non confondere con Pietro Paoletti figlio di Bartolomeo, entrambi incisori di pietre dure e cammei, con studio in piazza di Spagna a Roma, le cui collezioni sono in vari musei.